# Teiidae
Los teíidos (Teiidae) son una familia de saurópsidos (reptiles) escamosos que incluye lagartijas de cuerpo alargado, miembros bien desarrollados, provistas de escamas granulares dorsales, y las placas ventrales grandes, rectangulares; la cabeza tiene placas grandes. Su origen se remonta al período Cretácico de Norteamérica. A fines del Cretácico, este grupo atravesó el cinturón volcánico de la región del Caribe y se distribuyó desde el norte de Sudamérica y el Caribe hasta Chile, incluyendo su zona Austral. El género más antiguo (Paleoceno) presente en Chile y Perú es el Callopistes (Callopistes palluma). Se trata de un fósil viviente y un ejemplo de vicarianza según estudios moleculares de ADN mitocondral.
(Giménez Giugliano (2009),[cita requerida] hecho que apoya algunas consideraciones anteriores (Texeira 2003)).[cita requerida]
El hábitat es una variedad amplia de ambientes xerófitos y sabanas, y pastizales cercanos a la selva.
Su tamaño oscila entre 7 y 75 cm de longitud según las especies. Los teíidos se dividen en dos subfamilias, Teiinae, Tupinambiinae.
Los lagartos overos del género Tupinambis, que son mayores de 30 centímetro de largo total, carnívoros u omnívoros, caza pequeños vertebrados y artrópodos. 
El otro grupo contiene los taxones más pequeñas; son menores a 16 centímetro de largo total e incluye los géneros Ameiva, Cnemidophorus, Kentropyx, y algunos otros.
Presentan movimientos rápidos, en especial las formas más chicas, aparecen solamente cuando las temperaturas diurnas son altas y permiten una actividad constante.
La reproducción es ovípara; Cnemidophorus, Kentropyx y Teius incluyen especie unisexuales y bisexuales; las especies unisexuales son a menudo simpátricas con una o más especies bisexuales, determinando un extraño caso de partenogénesis en vertebrados. 
La familia Teiidae fue clasificada previamente con Gymnophthalmidae que actualmente se trata como familia separada (previamente una subfamilia, Gymnophthalminae).
Reeder y otros (2002)[cita requerida] demuestra que los cnemidophorines (Ameiva, Cnemidophorus, y Kentropyx) son un grupo monofilético. Sin embargo, monofilia de Cnemidophorus no fue aceptado. 
Debido a parafilia de Cnemidophorus, los cambios taxonómicos fueron recomendados. El Aspidoscelis conocido Fitzinger, 1843, se restituye para acomodar los taxa del clado norteamericano del grupo Cnemidophorus.

## Géneros
Se distinguen las siguientes géneros:
- Ameiva Meyer, 1795
- Ameivula Harvey, Ugueto & Gutberlet, 2012
- Aspidoscelis Fitzinger, 1843
- Aurivela Harvey, Ugueto & Gutberlet, 2012
- Callopistes Gravenhorst, 1838
- Cnemidophorus Wagler, 1830
- Contomastix Harvey, Ugueto & Gutberlet, 2012
- Crocodilurus Spix, 1825
- Dicrodon Duméril & Bibron, 1839
- Dracaena Daudin, 1802
- Glaucomastix Goicoechea, Frost, De la Riva, Pellegrino, Sites, Rodrigues & Padial, 2016
- Holcosus Cope, 1862
- Kentropyx Spix, 1825
- Medopheos Harvey, Ugueto & Gutberlet, 2012
- Pholidoscelis Fitzinger, 1843
- Salvator Dumeril & Bibron, 1839
- Teius Merrem, 1820
- Tupinambis Daudin, 1802